# Retje nad Trbovljami
Retje nad Trbovljami je naselje v Občini Trbovlje.